# Шталаг 304
Шталаг 304 (IV H) (нем. Stalag 304 (IV H)) — лагерь для военнопленных рядового и сержантского состава, созданный вермахтом в апреле 1941 года для содержания советских военнопленных. Лагерь располагался возле железнодорожного вокзала Якобсталь в Цайтхайн (Цейтхайн) на территории полигона Цайтхайн в военном округе IV (Саксония).
В сентябре 1942 года Шталаг 304 как немецкая воинская часть (администрация лагеря) с частью советских военнопленных был переведён в бельгийский город Лёвен. После этого лагерь в Цайтхайне стал филиалом Шталага IV B (Stalag IV B) в городе Мюльберг и получил название Шталаг IV B/Z. В феврале 1943 года он был перепрофилирован в окружной резервный госпиталь для военнопленных. Лагерь функционировал до апреля 1945 года и был освобождён Красной Армией.
На сегодняшний день известно около 25 000 имён погибших.

## История и организация лагеря
В апреле 1941 года началась подготовка к строительству лагеря на полигоне Цайтхайн около станции Якобсталь. В первые месяцы лагерь представлял собой ограждённую колючей проволокой зону без укрытия от погодных условий. Военнопленные строили помещения для охраны, хозяйственные постройки и бараки для проживания. К концу 1942 года строительство было завершено.

## Функционирование Шталага 304 (IV H)
В 1941—1942 годах лагерь Цайтхайн (Шталаг 304 (IV H)) служил центральным приёмно-пересыльным пунктом для советских военнопленных, прибывающих в военный округ IV. После регистрации трудоспособные военнопленные направлялись в трудовые команды, а нетрудоспособные оставались в лагере. Некоторые трудовые команды Шталага 304 (IV H) работали на полигоне или на фабрике боеприпасов в Цайтхайне.
С декабря 1941 по март 1942 года лагерь находился на карантине из-за вспышки сыпного тифа. Из 10 677 советских пленных, находившихся в Цайтхайне на момент начала карантина, к концу апреля 1942 года выжили лишь 3 729 человек.
В период 1941-1942 годов, оперативная группа, включающая трех сотрудников уголовной полиции гестапо из Дрездена, выбрала не менее 1000 военнопленных, которые были отправлены через шталаг IV-B в Мюльберге в концентрационный лагерь Бухенвальд. Сразу после их прибытия, они были казнены выстрелом в затылок в специализированной камере, предназначенной для убийства советских военнопленных.

## Преобразование лагеря и дальнейшая история
В сентябре 1942 года Шталаг 304 (IV H) с частью советских военнопленных был переведён в бельгийский город Лёвен. Эти заключенные были задействованы в работе на угольных шахтах Бельгии и Северной Франции. Несколько узников лагеря, участвовавших в подполье, перенесли этот опыт антифашисткой борьбы в шахты, и в дальнейшем, после побега, участвовали в партизанской бригаде "За родину".
После этого лагерь Цайтхайн остался на месте, но стал филиалом Шталага IV B (Stalag IV B) в Мюльберге и получил название Шталаг IV B/Z. Также он был перепрофилирован в резервный госпиталь для военнопленных, главным образом для больных туберкулёзом, которых свозили сюда из других лагерей Рейха.

## Условия содержания
В 1941—1945 гг. в лагере погибло около 25.000 советских военнопленных. В 2005 году общественные объединения «Саксонские мемориалы» и «Народный Союз Германии» по уходу за военными могилами опубликовали «Книгу Памяти советских военнопленных, умерших в лагере Цайтхайн в Саксонии» с данными на более чем 5 тысяч человек. В апреле 2006 года в Белоруссии вышло издание на русском языке: «Цайтхайн — Книга памяти советских военнопленных».